# Karl Andreas Geyer
Karl Andreas Geyer (in den USA eher bekannt als Carl A. Geyer; * 30. November 1809 in Dresden, Königreich Sachsen; † 21. November 1853) war ein deutscher Botaniker. Sein offizielles botanisches Autorenkürzel lautet „Geyer“.

## Leben
Geyer war der Sohn eines Gärtners und wuchs in Dresden auf. Nach einigem Unterricht in Latein begann er als Lehrling am Barockgarten Zabeltitz nahe Großenhain. In 1830 kehrte er nach Dresden zurück und wurde dort am Botanischen Garten Assistent. Im Februar 1835 verließ er Dresden und wanderte in die USA aus.
Von New York City aus fuhr er sogleich in den Westen nach St. Louis, wo er im April 1835 ankam. Er startete unverzüglich mit Expeditionen zum Pflanzensammeln. Seine erste Reise führte ihn den Missouri River flussaufwärts in von Indianern kontrolliertes Gebiet am unteren Platte River. Ende Oktober 1838 hatte er immerhin mehr als 450 Pflanzen gesammelt, die meisten davon in Minnesota. Von 1838 bis 1840 begleitete er Joseph Nicolas Nicollet. In 1841 und 1842 sammelte er für Georg Engelmann Pflanzen in Iowa, Illinois und Missouri. Seine erfolgreichste Tour führte ihn in 1844 als Begleiter des schottischen Forschers Sir William Drummond Stewart (1795–1871) durch Missouri, Nebraska und die Berge von Wyoming. Geyer verließ die Forschergruppe und unternahm in Idaho und Washington Exkursionen. Er stieg vom Gebirge entlang des Columbia River hinab nach Fort Vancouver. Über Hawaii kehrte er nach Europa zurück. Seine gesammelten Pflanzen übergab er an William J. Hooker am Royal Botanic Garden in Kew. Hooker veröffentlichte die Ergebnisse im Journal of Botany. Dreizehn Pflanzenarten wurden nach Geyer benannt, unter anderem Allium geyeri, Aster geyeri, Astragalus geyeri, Carex geyeri, Coggswellia geyeri, Delphinium geyeri und Euphorbia geyeri.
Im Herbst 1845 kaufte Geyer ein Grundstück in Meißen und gründete eine Baumschule. 1846 heiratete er. Ab 1851 war er Herausgeber der Gartenzeitschrift Die Chronik des Gartenwesens. Er starb am 21. November 1853.
Unter anderem fand er in Cass County in Illinois Exemplare des Hahnenfußgewächses Trautvetteria caroliniensis (Walt.) Vail, das danach dort nie mehr beobachtet wurde.

## Schriften
- Virginien: Physiko-geographische und statistische Beschreibung desselben; mit besonderer Rucksicht auf deutsche Auswanderung. Goedsche, Meißen 1848.
- Chronik des Gartenwesens. C. C. Klinkicht & Sohn, Meißen 1851–1853. Band 1, Band 2, Band 3.